# Mikhail Nikolajevitj Muravjov-Vilenskij
Grev Mikhail Nikolajevitj Muravjov-Vilenskij (russisk: Михаил Николаевич Муравьёв-Виленский, 1796-1866) var en af de mest reaktionære statsmænd under det russiske imperium i 1800-tallet. Han skal ikke forveksles med sønnesønnen Mikhail Nikolajevitj Muravjov, der var russisk forsvarsminister mellem 1897 og 1900.
Muravjov er bl.a. berygtet for sin undertrykkelse af den polsk-litauiske januaropstand i 1863, hvor han deporterede omkring 9.000 personer og hængte 127.